# Estrecho de Ombai
El estrecho de Ombai  (en portugués: Estreito de Ombai; en indonesio: Selat Ombai) es un estrecho que separa el archipiélago de Alor de las islas de Wetar, Atauro y Timor, en las islas menores de la Sonda. Wetar es parte de la provincia de Maluku de Indonesia, el archipiélago de Alor y la parte occidental de Timor son parte de la provincia de Nusa Tenggara Oriental, también en Indonesia, mientras que Atauro y la parte oriental de Timor comprenden una parte de la nación de Timor Oriental.
El estrecho conecta el mar de Banda, en el norte, con el mar de Savu, al suroeste.